# Alexander Petrunkevitch
Alexander Ivanovitch Petrunkevitch (Kiev, 22 dicembre 1875 – New Haven, 9 marzo 1964) è stato un aracnologo ed entomologo russo naturalizzato statunitense.

## Biografia
Il padre, Ivan Illitch Petrunkevitch, fu membro della Duma di Stato dell'Impero russo e fu tra i fondatori del Partito dei cadetti.
Compiuti gli studi a Mosca e a Friburgo in Brisgovia sotto la guida di August Weismann, Alexander si stabilì a Yale nel 1910, divenendone professore circa 7 anni dopo, fino al 1944.
Dal 1910 al 1939 ha descritto e classificato oltre 130 specie di ragni, divenendo un'autorità soprattutto nel campo degli aracnidi fossili conservati nell'ambra.
Divenne membro della National Academy of Sciences nel 1954. Pur lontano dalla madrepatria, rimase politicamente attivo, sensibilizzando in America sulla situazione della Russia, in quei decenni di guerra fredda.
Ha prodotto oltre 100 fra articoli libri e saggi scientifici su ragni e insetti.
La sua poliedricità gli consentì di diventare macchinista esperto, scrivere due libri di poesie con lo pseudonimo di Aleksandr Jan Ruban, tradurre Puškin in inglese e Byron in russo. Morì di polmonite.

## Taxa descritti
- Mysmenidae Petrunkevitch, 1928, famiglia di ragni
- Heliophaninae Petrunkevitch, 1928, sottofamiglia di ragni (Salticidae)
- Abliguritor Petrunkevitch, 1942, ragno fossile (Clubionidae)
- Acrometa Petrunkevitch, 1942, ragno (Nesticidae)

| Petrunkevitch è l'abbreviazione standard utilizzata per le specie animali descritte da Alexander Petrunkevitch. Categoria:Taxa classificati da Alexander Petrunkevitch |

## Denominati in suo onore
- Diplura petrunkevitchi (Caporiacco, 1955), ragno (Dipluridae)
- Selenops petrunkevitchi Alayon, 2003, ragno (Selenopidae)
- Freya petrunkevitchi Chickering, 1946, ragno (Salticidae)
- Cetonana petrunkevitchi Mello-Leitão, 1945, ragno (Corinnidae)
- Hypochilus petrunkevitchi Gertsch, 1958, ragno (Hypochilidae)
- Micrathena petrunkevitchi (Levi, 1985), ragno (Araneidae)
- Stenoonops petrunkevitchi Chickering, 1951, ragno (Oonopidae)
- Theridion petrunkevitchi Berland, 1920, ragno (Theridiidae)

## Pubblicazioni
Una lista completa degli studi e ricerche di Petrunkevitch è in questo articolo.